# Face Tomorrow
Face Tomorrow was een rockband met als thuisbasis Rotterdam. De band was actief van 1997 tot 2012 en heeft opgetreden op verschillende festivals, waaronder Pukkelpop, Groezrock, Party on, Lowlands en Schippop.

## Geschiedenis
De band werd opgericht in 1997 door gitarist Aart Steekelenburg, die in de beginjaren als zanger fungeerde. Toen de band in 2000 zanger Jelle Schrooten bij de band haalde, verruilde hij de microfoon voor de gitaar. De band begon als emocoreband, geïnspireerd door groepen als Sunny Day Real Estate, At the Drive-In, Far en Quicksand, maar gaandeweg veranderde het geluid en nam de gelaagdheid en diversiteit van de nummers toe. In hun vijftienjarig bestaan speelde de band 639 optredens en eindigde de groep met een afscheidsconcert in het Rotterdamse Rotown op 25 november 2012.

## Discografie

### Studioalbums
| Album met eventuele hitnotering(en) in de Nederlandse Album Top 100 | Datum van verschijnen | Datum van binnenkomst | Hoogste positie | Aantal weken | Opmerkingen |
| ------------------------------------------------------------------- | --------------------- | --------------------- | --------------- | ------------ | ----------- |
| ...Live the Dream                                                   | 2001                  | -                     |                 |              | Cd          |
| For Who You Are                                                     | 2002                  | -                     |                 |              | Cd, 12"     |
| The Closer You Get                                                  | 2004                  | -                     |                 |              | Cd, 2 x 10" |
| In The Dark                                                         | 2008                  | 01-11-2008            | 64              | 1            | Cd, 2 x 12" |
| Face Tomorrow                                                       | 25-03-2011            | 02-04-2011            | 40              | 4            | Cd, 12"     |
| Move On                                                             | 05-10-2012            | -                     |                 |              | Ep, 12"     |

### Singles
| Single met eventuele hitnotering(en) in de Nederlandse Top 40 | Datum van verschijnen | Datum van binnenkomst | Hoogste positie | Aantal weken | Opmerkingen |
| ------------------------------------------------------------- | --------------------- | --------------------- | --------------- | ------------ | ----------- |
| "Worth the Wait"                                              | 2002                  | -                     |                 |              |             |
| "Sign Up"                                                     | 2004                  | -                     |                 |              |             |
| "My World Within"                                             | 2005                  | -                     |                 |              |             |
| "Overpowered"                                                 | 2008                  | -                     |                 |              |             |
| "Trial & Error"                                               | 2009                  | -                     |                 |              |             |
| "Darkside"                                                    | 2009                  | -                     |                 |              |             |
| "The Fix"                                                     | 2011                  | -                     |                 |              |             |
| "Move On"                                                     | 2012                  | -                     |                 |              |             |

### Splitalbums, verzamelalbums en demo's
- The Split Seveninch (split 7" met Lewesit, 2001)
- Winterblossom (10" verzamelalbum, 2003)
- Ride Like a Girl (demo, 1998)

### Dvd's
- 03/02/05 (2005)